# 达米扬·弗拉斯
达米扬·弗拉斯（1973年2月21日—），斯洛文尼亚男子跳台滑雪运动员。他曾代表斯洛文尼亚参加1992年和2002年冬季奥林匹克运动会跳台滑雪比赛，其中2002年冬季奥运会获得一枚铜牌。